# Ostrožská Lhota

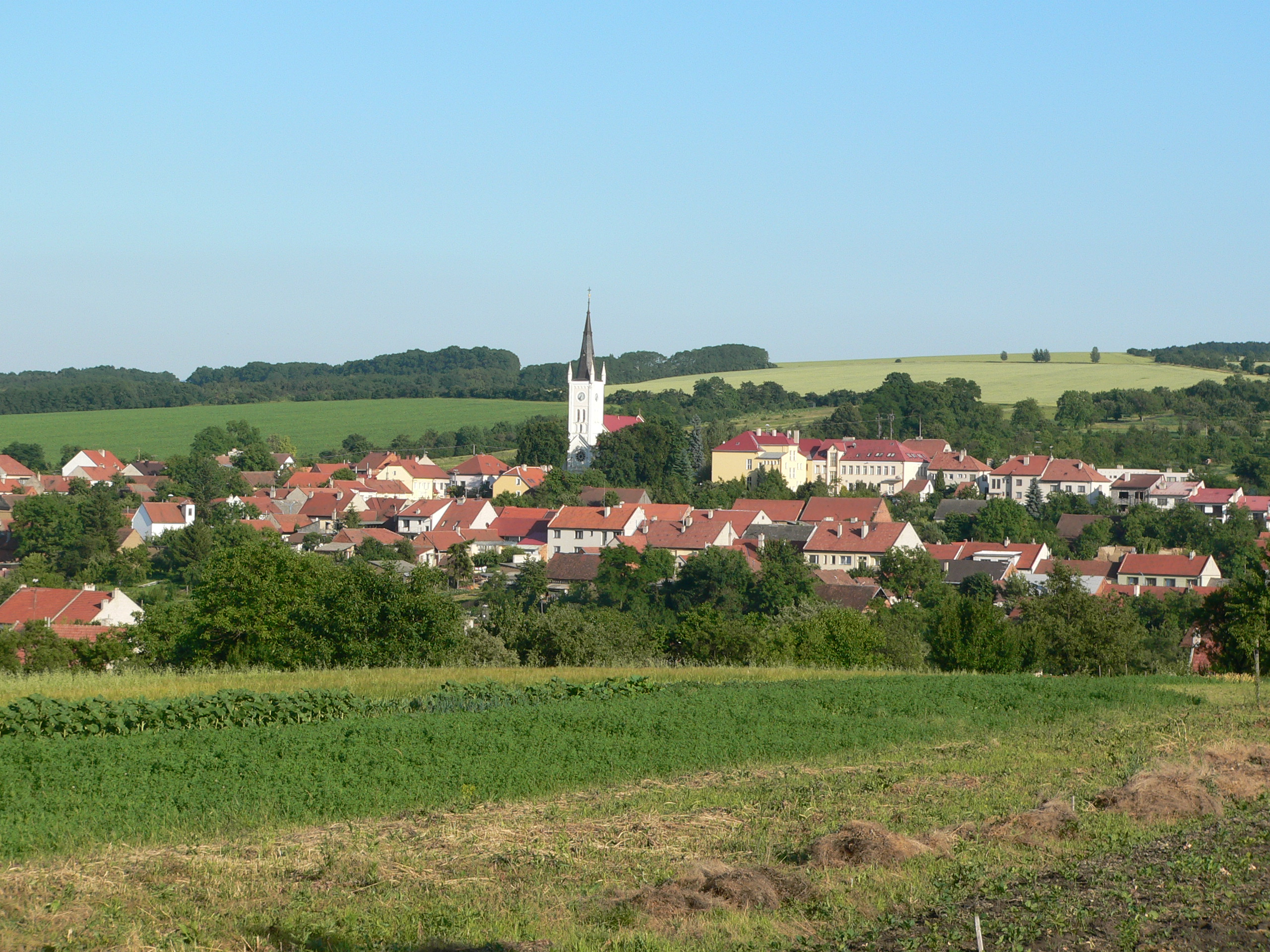
Ortsansicht von Norden

Ostrožská Lhota (deutsch Ostralhota, früher Ostralhotta) ist eine Gemeinde in Tschechien. Sie liegt sieben Kilometer nordöstlich von Veselí nad Moravou und gehört zum Okres Uherské Hradiště.

## Geographie
Ostrožská Lhota befindet sich am westlichen Fuße der Weißen Karpaten im Tal des Baches Okluky. Nordöstlich erhebt sich die Koruny (274 m), im Südosten die Kobylí hlava (358 m), südlich der Střečkův kopec (360 m) und Antonínský kopec (350 m) sowie im Westen der Oborský kopec (240 m).
Nachbarorte sind Kunovice und Míkovice im Norden, Vlčnov im Nordosten, Hluk und Dolní Němčí im Osten, Babí Hora, Slavkov, Boršice u Blatnice und Blatnička im Südosten, Blatnice pod Svatým Antonínkem im Süden, Veselí nad Moravou und Milokošť im Südwesten, Dvůr Obora, Ostrožské Předměstí und Kvačice im Westen sowie Chylice und Ostrožská Nová Ves im Nordwesten.

## Geschichte
Das Dorf wurde wahrscheinlich zu Beginn des 13. Jahrhunderts im Zuge der Besiedlung der markgräflichen Provincia Lucensis im Lhotensystem angelegt. Die erste schriftliche Erwähnung von Majori Lhota erfolgte am 26. März 1371, als Markgraf Johann Heinrich das Dorf testamentarisch seinem Sohn Johann Sobieslaus vermachte. Dabei wurde auch die Ansiedlung Smíchov erwähnt, die nach dem Dreißigjährigen Kriege erlosch. In Smíchov wurde die Maut am Handelsweg nach Nové Mesto erhoben. Später wurde das heutige Ostrožská Lhota u. a. als Lhota Kamenna, Ostrowska Lhota, Lhota Ostroh, Lhota Ostrovská, Lhota Ostro und Lhota Ostra bezeichnet. 1421 setzte der Grundherr Hašek von Waldstein, dem die Güter seit 1415 gehörten, durch, dass die katholische Pfarre die Mährischen Brüder als Religionsgemeinschaft akzeptierte. Im Jahre 1511 erwarb Jan von Kunowitz die Herrschaft Ostroh. Nach dessen Tode fiel das Erbe 1549 seinem zweitehelichen Sohn Jan Jetřich zu. Im Jahre 1592 bestand das Dorf aus 72 Anwesen. 1593 erbte Jan Jetřich von Kunowitz gleichnamiger Enkel die Herrschaft. Am 11. Mai 1605 wurde das Dorf von den Truppen des aufständischen Siebenbürgerfürsten Stephan Bocskai niedergebrannt. 1617 erbte Jan Bernhard von Kunowitz die Herrschaft von seinem Vater. Wegen seiner Beteiligung am Ständeaufstand von 1618 wurden seine Besitzungen nach der Schlacht am Weißen Berg von Ferdinand II. konfisziert und er floh nach Siebenbürgen. Zwischen 1620 und 1623 wurde die Herrschaft abwechselnd von den Truppen Gábor Bethlens und Karl von Liechtensteins besetzt. 1625 verkaufte Ferdinand II. die Herrschaft Ostroh-Kunowitz für 30000 rheinländische Gulden an seinen Gefolgsmann Gundaker von Liechtenstein. Im Zuge der Rekatholisierung wirkte hier der Missionar Adalbert Martinides (Vojtěch Martinides), auf dessen Initiative um 1655 der Bau der ersten Kirche erfolgte. Im Jahre 1657 lagen zehn Halbhufen und die Mühle wüst. Zwei Viertelhüfner- und eine Häuslerstelle waren neubesiedelt. Zugleich wurden auch die Weinberge am Hradišťskó und der Lysina erwähnt. Am 4. September 1663 wurde Ostrožská Lhota erneut von Truppen des Großwesirs Ahmed Kiupril unter Führung der Herzogs von Saarus (Solnohrad), Michael Apaffy, niedergebrannt. Im Jahre 1671 bestand das Dorf aus 29 Halbhüfnern, 10 Viertelhüfnern, 15 Gärtnern und zehn Häuslern. 1674 und 1699 wurde das Dorf erneut von den Türken heimgesucht. 1705 verwüsteten die Kuruzen Ostro Lhota. Am 21. November 1765 wurde in Ostra Lhota eine Lokalie der Pfarre Blatnice eingerichtet; diese wurde 1785 zur Kuratel erhoben. Im Jahre 1843 hatte das Dorf 896 Einwohner. Bis zur Mitte des 19. Jahrhunderts blieb Lhota immer nach Ostroh untertänig.
Nach der Ablösung der Patrimonialherrschaften bildete Ostrá Lhota/Ostralhotta ab 1850 eine Gemeinde in der Bezirkshauptmannschaft Hradisch. Während des Deutschen Krieges schleppten die österreichischen Truppen 1866 die Cholera ein, an der 31 Einwohner verstarben. 1867 entstand in Ostrá Lhota eine eigene Pfarre.
Seit 1995 führt die Gemeinde ein Wappen und Banner. Ostrožská Lhota ist die größte der über 500 Ortschaften, die den Namen Lhota führen.

## Gemeindegliederung
Für die Gemeinde Ostrožská Lhota sind keine Ortsteile ausgewiesen.

## Sehenswürdigkeiten

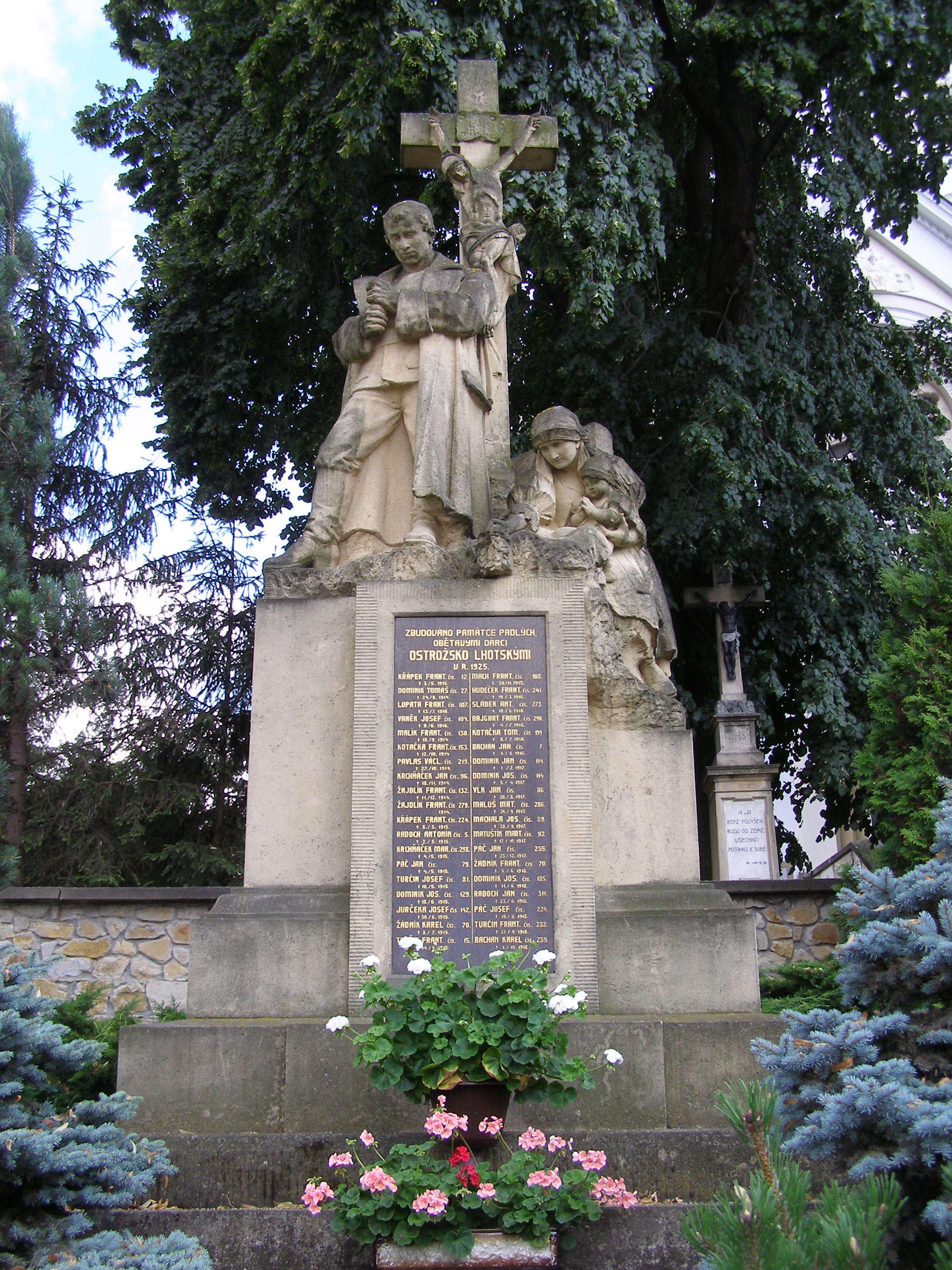
Denkmal der Opfer des Ersten Weltkrieges

- Kirche Jakobus des Älteren, errichtet 1908 anstelle eine Vorgängerbaus aus dem Jahre 1832. Der Turm ist ein Relikt der alten Kirche, die 1830 einstürzte
- Statue Johannes des Täufers, geschaffen 1747
- Denkmal der Opfer des Ersten Weltkrieges, vor der Kirche
- Antonínský kopec, südlich des Dorfes, mit Wallfahrtskapelle des Hl. Antonius von Padua und Kreuzweg, errichtet nach 1650

## Söhne und Töchter der Gemeinde
- Antonín Šuránek (1902–1982), katholischer Theologe